# Европейская федерация сварки

Старый логотип EWF

Европейская федерация сварки (EWF) основана в 1992 году и является некоммерческой европейской организацией, занимающейся образованием, профессиональной подготовкой, повышением квалификации и аттестацией специалистов в области сварки и родственных технологий. Ее членами являются представители от 31 европейских стран, представляющих свои национальные сварочные общества.
Организацией была разработана система сертификации в соответствии  с EN ISO 3834, экологичностью и безопасностью сварки.

## Организация
Руководящими органами EWF является Генеральная Ассамблея, совет директоров, секретариат и техническая комиссия.
Генеральная Ассамблея несет ответственность за избрание  Президента и совета директоров EWF.
Секретариат избирается сроком на 5 лет .

## Адрес
Av. Prof Dr. Cavaco Silva, 33

TagusPark – Apartado 012

P-2740-120 Porto Salvo

## Курсы
Европейская федерация по сварке (ЕФС) организует курсы, охватывающие все профессиональные уровни в области технологий сварки и в смежных областях, например курсы термического напыления, склеивания, сварки пластмасс, курсы сварки под водой. В настоящее время курсы повышения квалификации проводятся в 30 европейских странах.

## Внешние ссылки
- http://www.ewf.be : сайт EWF
- http://www.twiprofessional.com : сайт TWI
- https://web.archive.org/web/20160630221303/http://www.theweldinginstitute.com/european-welding-federation/